# Neuropsykofarmakologi
Neuropsykofarmakologi är ett tvärvetenskapligt fält som är relaterat till psykofarmakologi (hur droger påverkar sinnet) och grundläggande neurovetenskap och är studiet av hur läkemedel påverkar beteende genom att studera neurala mekanismer. Utvecklingen i neuropsykofarmakologi kan direkt påverka studier av ångeststörningar, affektiva störningar, psykotiska störningar, degenerativa sjukdomar, ätbeteende och sömnbeteende.